# ماهی مرکب جهنمی
ماهی مرکب جهنمی یک ماهی مرکب (سرپاور) کوچک زیست‌کننده در اعماق دریا است.
نام علمی لاتین آن (Vampyroteuthis infernalis) به معنی "ماهی مرکب خون‌آشام از جهنم" است. این جانور مژک‌دار، از ردهٔ سرپایان و زیرردهٔ نیام‌داران (Coleoidea) است. 
ماهی مرکب جهنمی در اقیانوس‌های معتدل و گرمسیری جهان زندگی می‌کند.
طعمه خود را با استفاده از بازو های قوی که دارند اسیر می کنند در هنگام احساس خطر در دریا محو می شوند